# Donald Wilson (producteur)
Pour les articles homonymes, voir Don Wilson.
Donald Boyd Wilson, né le 1er septembre 1910 à Dunblane en Écosse et mort le 6 mars 2002 à Gloucestershire en Angleterre, est un écrivain et producteur de la télévision britannique, connu surtout pour son travail sur la légendaire adaptation pour la BBC de La Dynastie des Forsyte en 1967.

## Biographie
Il commence sa carrière en travaillant pour MGM aux Studios Elstree, où il était assistant-réalisateur de certains films comme Jericho (1937) et Goodbye, Mr. Chips (1939). Pendant la guerre il travaille sur des films documentaires, et ensuite en 1955 il est recruté par la BBC Television par le chef du Département Drama d'alors, Michael Barry. En tant que chef du Département Script, Wilson était l'ultime responsable pour surveiller les demandes et les développements des scripts et adaptations transmises par la BBC Television.
Quand le Département Script devient redondant avec le remaniement radical du Département Drama par Sydney Newman à son arrivée à sa tête en 1962, le très respecté Wilson obtient une des plus hautes position comme chef des feuilletons. Wilson y est responsable de la création et du développement des séries que Newman lui-même avait à l'origine conçues, une série de science-fiction nommée Doctor Who.